# Irja Bergström
Irja Bergström, född 8 oktober 1932, är en svensk konstvetare och författare.
Irja Bergström disputerade 1989 på en avhandling om Ester Henning och har bland annat varit docent i konstvetenskap vid Göteborgs universitet.”skbl.se - Bergström, Irja”. https://skbl.se/sv/artikelforfattare/Bergstr%C3%B6m%2C%20Irja. Läst 6 mars 2020.